# Erotica (film)
Erotica è un documentario del 1961, diretto da Russ Meyer.
È diviso in sei episodi: Naked Innocence, Beauties, Bubbles, and H2O, The Bear and the Bare, Nudists on the High Seas, The Nymphs e The Bikini Busters.